# Огнєв Сергій Іванович
Сергі́й Іва́нович О́гнєв (рос. Огнёв Сергей Иванович) (17 листопада 1886—20 грудня 1951) — професор, доктор наук, що спеціалізувався на ссавцях та їх таксономії.

## Біографія
Він здобув докторський ступінь у Московському університеті в 1910 році і залишився як член персоналу, ставши професором у 1928 році. За радянської влади він був удостоєний ступеня доктора наук в 1935 році без подання й захисту дисертації, але він був, імовірно, досить видатний тоді, щоб заслужити це. Він двічі удостоєний Сталінської премії і нагороджений орденом Леніна. Ґрунтуючись на матеріалах власних експедицій та польових досліджень, він написав ряд книг, у тому числі 7-томну працю про ссавців СРСР і суміжних країн, видану між 1928 і 1950 роками.
Рукопис першого тому монографії С. І. Огнєва, що містить характеристики комахоїдних і рукокрилих, була повністю готова до видання в 1922-му. Однак у зв'язку з великим обсягом і непередбаченими фінансовими труднощами видання було відкладено, і том вийшов у світ під назвою «Звірі східної Європи та Північної Азії» тільки 1928-го, тобто практично через сім років після завершення рукопису. Важливо наголосити, що саме в передмові до цього тому С. І. Огнєв уперше ввів у вжиток термін «теріологія».

## Описані таксони
С. І. Огнєв є автором описів багатьох таксонів ссавців, зокрема:
- Sylvaemus Ognev, 1924
- Alexandromys Ognev, 1914
- Myomimus Ognev, 1924
- Murina ussuriensis Ognev, 1913
- Myotis gracilis Ognev, 1927
- Sorex satunini Ognev, 1922
- Sorex volnuchini Ognev, 1922